# UFC on Fox: Diaz vs. Miller
UFC on Fox: Diaz vs. Miller (también conocido como UFC on Fox 3) fue un evento de artes marciales mixtas celebrado por Ultimate Fighting Championship el 5 de mayo de 2012 en el Izod Center, en East Rutherford, Nueva Jersey.

## Historia
Dennis Hallman esperaba hacer frente a Tony Ferguson en el evento, pero Hallman fue obligado a salir de la pelea por una lesión y fue sustituido por Thiago Tavares. Tavares se vio obligado también a salir de la pelea por una lesión y fue reemplazado por Michael Johnson.
Darren Uyenoyama se espera hacer frente a John Dodson en el evento, pero Uyenoyama fue obligado a salir de la pelea y fue reemplazado por el novato Tim Elliott.
Johnny Bedford se espera hacer frente a Nick Denis en el evento, pero Bedford fue obligado a salir de la pelea por una lesión y fue reemplazado por Roland Delorme.
Durante el pesaje oficial, John Lineker no pudo hacer el límite de peso mosca. Lineker fue multado y su pelea con Luis Gaudinot fue impugnada en un peso acordado de 127 libras.

## Premios extra
Cada peleador recibió un bono de $65.000.
- Pelea de la Noche:  Louis Gaudinot vs.  John Lineker
- KO de la Noche:  Lavar Johnson
- Sumisión de la Noche:  Nate Diaz